# Гандзак (село)
Гандзак (вірм. Գանձակ) — село в марзі Гегаркунік, на сході Вірменії. Село розташоване за 4 км на південь від міста Гавар, за 2 км на захід від села Карміргюх, за 4 км на північ від села Сарухан та за 6 км на північний схід від села Цахкашен.